# اوا (فیلم ۱۹۴۸)
اوا (Eva) فیلمی در ژانر درام به کارگردانی گوستاو مولاندر و نویسندگی اینگمار برگمان محصول سال ۱۹۴۸ است. از بازیگران آن می‌توان به ارلاند یوسفسن و استیگ اولین اشاره کرد.